# Bryan Mendoza
Bryan Mendoza Cruz (Acapulco, 20 settembre 1997) è un calciatore messicano, centrocampista del Celaya.

## Caratteristiche tecniche
È un centrocampista offensivo.

## Carriera
Cresciuto nel settore giovanile del Pumas UNAM, debutta in prima squadra il 7 aprile 2019 in occasione dell'incontro di Liga MX perso 2-0 contro il Tigres UANL; il 1º settembre 2019 realizza la sua prima rete nei minuti di recupero contro il Tigres UANL, decisiva nella vittoria per 3-1.

## Statistiche
Statistiche aggiornate al 21 marzo 2021.

### Presenze e reti nei club
| Stagione        | Squadra         | Campionato      | Campionato | Campionato | Coppe nazionali | Coppe nazionali | Coppe nazionali | Coppe continentali | Coppe continentali | Coppe continentali | Altre coppe | Altre coppe | Altre coppe | Totale | Totale | Totale |
| Stagione        | Squadra         | Comp            | Pres       | Reti       | Comp            | Pres            | Reti            | Comp               | Pres               | Reti               | Comp        | Pres        | Reti        | Pres   | Reti   |        |
| --------------- | --------------- | --------------- | ---------- | ---------- | --------------- | --------------- | --------------- | ------------------ | ------------------ | ------------------ | ----------- | ----------- | ----------- | ------ | ------ | ------ |
| 2018-2019       | Pumas UNAM      | LMX             | 1          | 0          | CM              | 0               | 0               |                    | -                  | -                  |             | -           | -           | 1      | 0      |        |
| 2019-2020       | Pumas UNAM      | LMX             | 11         | 2          | CM              | 4               | 0               |                    | -                  | -                  |             | -           | -           | 15     | 2      |        |
| 2020-2021       | Pumas UNAM      | LMX             | 13         | 1          | -               | -               | -               |                    | -                  | -                  |             | -           | -           | 13     | 1      |        |
| 2020-2021       | Pumas Tabasco   | LDA             | 13         | 5          |                 | -               | -               |                    | -                  | -                  |             | -           | -           | 13     | 5      |        |
| Totale carriera | Totale carriera | Totale carriera | 38         | 8          |                 | 4               | 0               |                    | -                  | -                  |             | -           | -           | 42     | 8      |        |